# AWZ P70 Zwickau
AWZ P70, впоследствии Sachsenring P70, также Zwickau — автомобиль, выпускавшийся в ГДР входившим в производственное объединение IFA народным предприятием Automobilwerk Zwickau (AWZ) с 1955 по 1959 год. Предшественник культового «Трабанта», один из первых серийных автомобилей с кузовом из пластических масс.
P70 был создан в качестве замены устаревшему IFA F8 — модернизированному варианту довоенного DKW F8, отличавшемуся в основном тем, что вместо обтянутой кожзаменителем фанеры и металла в конструкции его кузова использовался так называемый дуропласт — композитный материал на основе фенол-формальдегидной смолы, армированной хлопковыми очёсами. Применением этого материала одновременно достигались повышение потребительских качеств автомобиля — в особенности долговечности, снижение трудоёмкости его изготовления и экономия стального проката. При этом в отличие от стеклопластика, детали из которого в то время умели производить только вручную, трудоёмким контактным формованием, дуропласт был более технологичен — изделия из него получали штамповкой на прессовом оборудовании, что позволило развернуть массовое производство.
Шасси практически не претерпело изменений: как и F8, автомобиль был построен вокруг веретенообразной рамы с подвесками на поперечных рессорах — независимой спереди и зависимой сзади, и механическими[какими?] тормозами, для середины пятидесятых уже представлявших собой откровенный анахронизм.
Силовой агрегат P70 в общих чертах повторял F8, сохраняя уникальную на тот момент для автомобилей IFA компоновку с поперечным расположением двигателя и приводом на передние колёса, но был развёрнут на 180 градусов — при этом мотор оказался перед осью передних колёс, за пределами колёсной базы, что позволило улучшить развесовку автомобиля и компоновку пассажирского салона. Двигатель водяного охлаждения получил алюминиевую головку блока и стал развивать несколько большую мощность, напряжение в бортовой электрической сети было увеличено с 6 до 12 В, причём в электрике была сохранена такая архаичная деталь довоенных DKW, как династартер. Трансмиссия — многодисковое мокрое сцепление и трёхступенчатая коробка передач, расположенная между двигателем и главной передачей. Крутящий момент передавался с коленчатого вала двигателя на входной вал коробки передач при помощи двухрядной пластинчатой цепи, а с выходного вала на главную передачу — цилиндрическими шестернями. Привод осуществлялся на передние колёса. Крайне необычная черта — по компоновочным соображениям тяга переключения передач проходила прямо сквозь радиатор системы охлаждения. Выбор передач осуществлялся рычагом, проходящим через панель приборов.
Кузов был спроектирован полностью с нуля, хотя и сохранил характерную для своего предшественника конструкцию — деревянный каркас с обшивкой пластмассовыми панелями. Из металла были выполнены только щит передка, брызговики моторного отсека и арки задних колёс, а также усиливающие накладки каркаса. Пол был фанерным с деревянными усилителями (традиционно для германских кузовщиков буковыми), стойки и каркас крыши — также из массива бука. Все навесные детали изготавливались из дуропласта, пластиковыми были даже бампера — один из первых в мировой практике случай использования для них этого материала. Жёсткость кузова обеспечивалась рамой, в восприятии нагрузок он практически не участвовал. В целом, новый кузов обеспечил значительное повышение комфортабельности по сравнению с F8, однако его массу посчитали чрезмерной для автомобиля данного класса — следствие широкого использования дерева с его низкой удельной прочностью. 
Стоит отметить, что такие же «эрзац-автомобили» с кузовом из неметаллических материалов в те годы выпускались и в испытывавшей не меньшие экономические трудности Западной Германии — например, Lloyd 300 (Leukoplastbomber), однако они были зачастую выполнены на более низком техническом уровне. Так, у «Ллойдов» деревянный каркас кузова обшивался не пластиком, а панелями, выклеенными из шпона с обтяжкой кожзаменителем, очень недолговечными в эксплуатации; кроме того — на нём отсутствовали амортизаторы (в самом конце выпуска они стали предлагаться по индивидуальному заказу за доплату). Тормоза «Ллойда» также имели механический привод, крышка багажника отсутствовала до конца выпуска.
Официальная премьера автомобиля прошла на Лейпцигской ярмарке в октябре 1955 года, международный дебют — на Брюссельском автосалоне в январе 1956. Внедрение новой модели в производство протекало достаточно болезненно из-за всё ещё ощущавшейся нехватки материалов, но было выполнено в установленные сроки.
Первый вариант P70, пошедший в серию с августа 1955 года, имел чрезмерно упрощённую конструкцию — в частности, отсутствовали подъёмные стёкла в боковых дверях и наружная крышка багажника (доступ к багажу осуществлялся через откидную спинку заднего сиденья). Это вызвало негативную реакцию со стороны потребителей. Раздвижные стёкла в боковых дверях появились уже в 1956 году, так что большая часть автомобилей этой модели их получила (установка подъёмных стёкол была невозможна из-за особенностей конструкции дверей) — а вот крышку багажника начали делать лишь в самом конце выпуска. Розничная стоимость седана составляла 9250 марок ГДР.

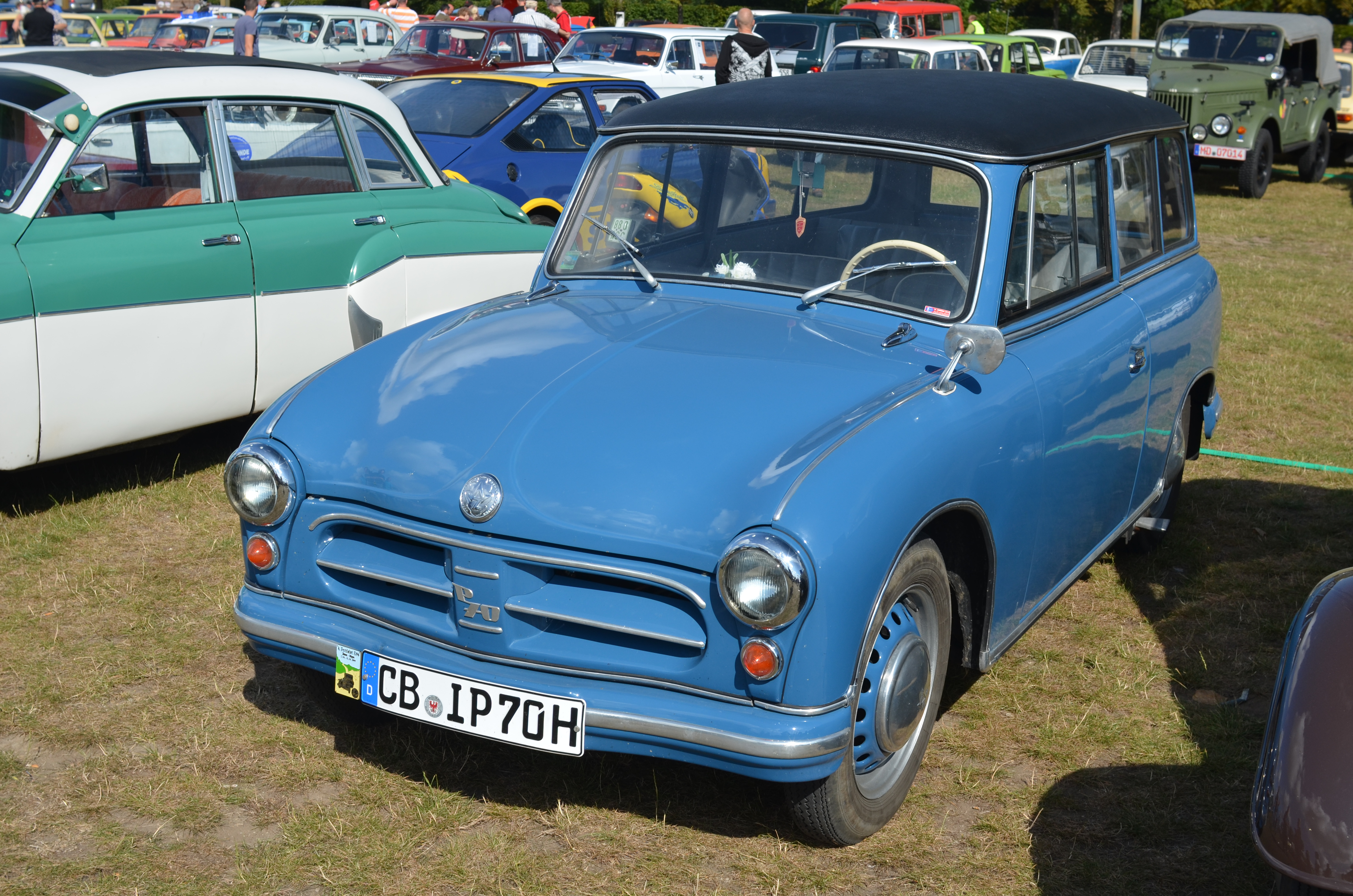
P70 Kombi.

Весной 1956 года начались продажи универсала P70 Kombi с крышей из натянутой на каркас искусственной кожи с утепляющей подложкой — это позволило сэкономить на штамповочном оборудовании. Благодаря объёмому багажнику и удобному доступу к нему через большую одностворчатую заднюю дверь эта модель была достаточно популярна, в том числе и за рубежом. Цена — 9900 марок.

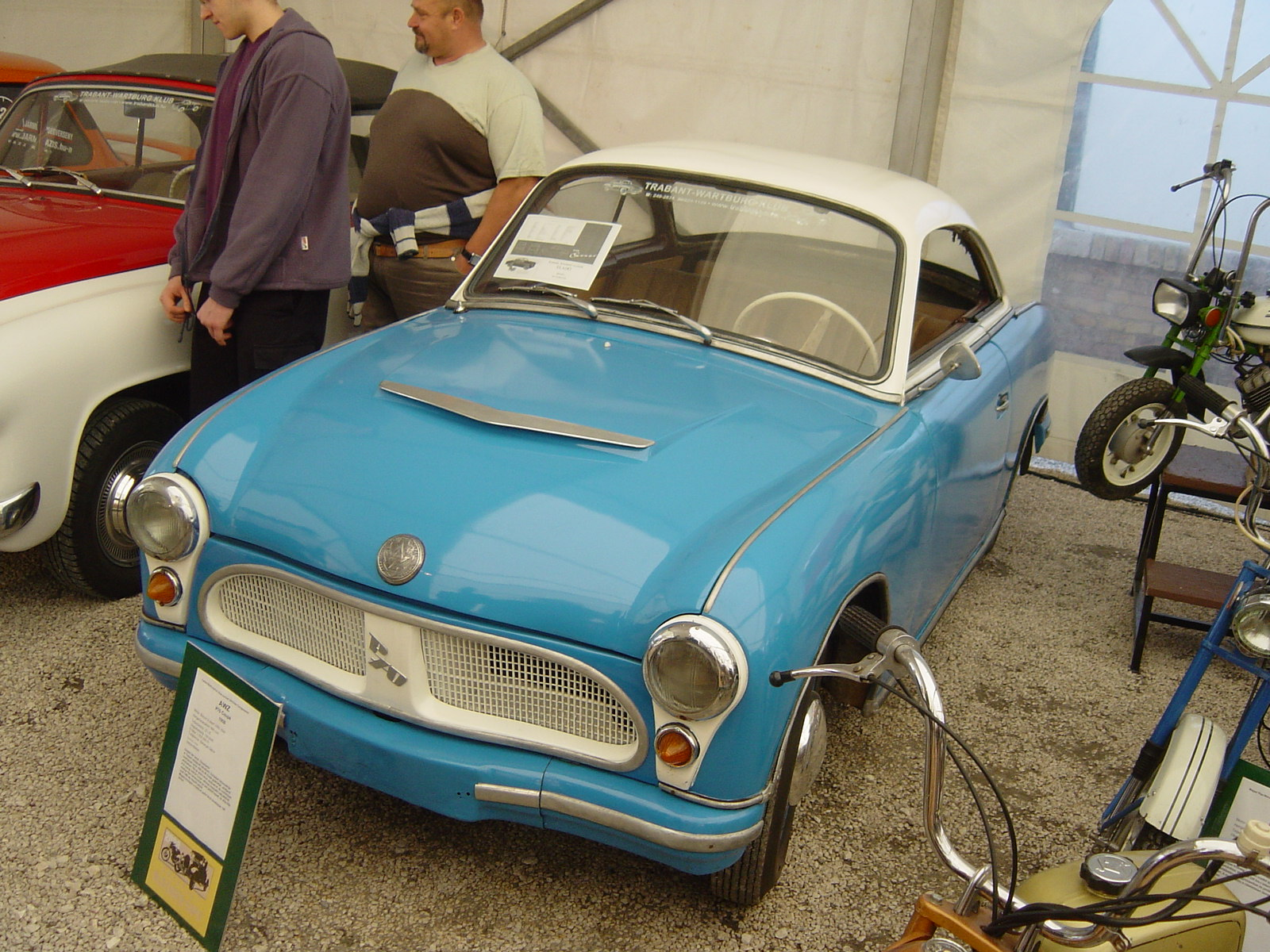
P70 Coupé.

С весны 1957 года малой серией стало выпускаться спортивное купе (хардтоп) P70 Coupé, без центральной стойки и с полностью убирающимися боковыми стёклами. Несмотря на общую платформу и схожую внешность, по сравнению с базовым седаном это был гораздо более сложный автомобиль, имеющий полностью оригинальный кузов. В отличие от седана и комби, его кузов изготавливался почти полностью вручную и имел металлическую обшивку, за исключением унифицированных с базовой моделью пластиковых передних крыльев и капота, а также резко уменьшенное число деревянных деталей в каркасе. В частности, полностью изменилась конструкция дверей и дверных проёмов, что позволило установить в дверях подъёмные стёкла. Облицовка передка купе имела изменённый дизайн, с клетчатой решкой радиатора, а салон — роскошную отделку из натуральной кожи. Большая часть этих машин имела модную в то время двухцветную окраску. Несмотря на спортивную внешность, двигатель на этот автомобиль устанавливался тот же самый, что и у базовой модели, так что динамические качества купе оказались по сравнению с ней даже хуже — из-за большей массы кузова. Выпущено их было очень немного, стоимость составляла 11 700 марок.
Несмотря на то, что каркасно-панельная технология обычно считается малопригодной для крупносерийного производства, имевшие огромный опыт в проектировании и выпуске деревянных кузовов работники AWZ (бывшего завода фирмы DKW, всегда широко использовавшей древесину для кузовов своих автомобилей) сумели обеспечить значительные объёмы выпуска: за 4 года был собран 36 151 автомобиль, из них более 30 000 седанов, около 4000 комби и 1500 купе.
В целом, P70 зарекомендовали себя как добротные и долговечные автомобили, к тому же очень простые в кустарном ремонте благодаря деревянному каркасу кузова. Тем не менее, их себестоимость сочли слишком высокой, а конструкцию и технологию производства — недостаточно отработанными для решения задач массовой автомобилизации: по сути, это был «испытательный стенд» для отработки конструктивных и технологических решений, впоследствии использованных на предназначенном для этой цели «Трабанте», который и вытеснил P70 на конвейере вскоре после своего появления. В отличие от P70, эта модель имела несущий металлический кузов, также с наружными панелями из дуропласта.
Автомобиль ограниченно экспортировался, в основном в Бельгию (порядка 500 экземпляров).

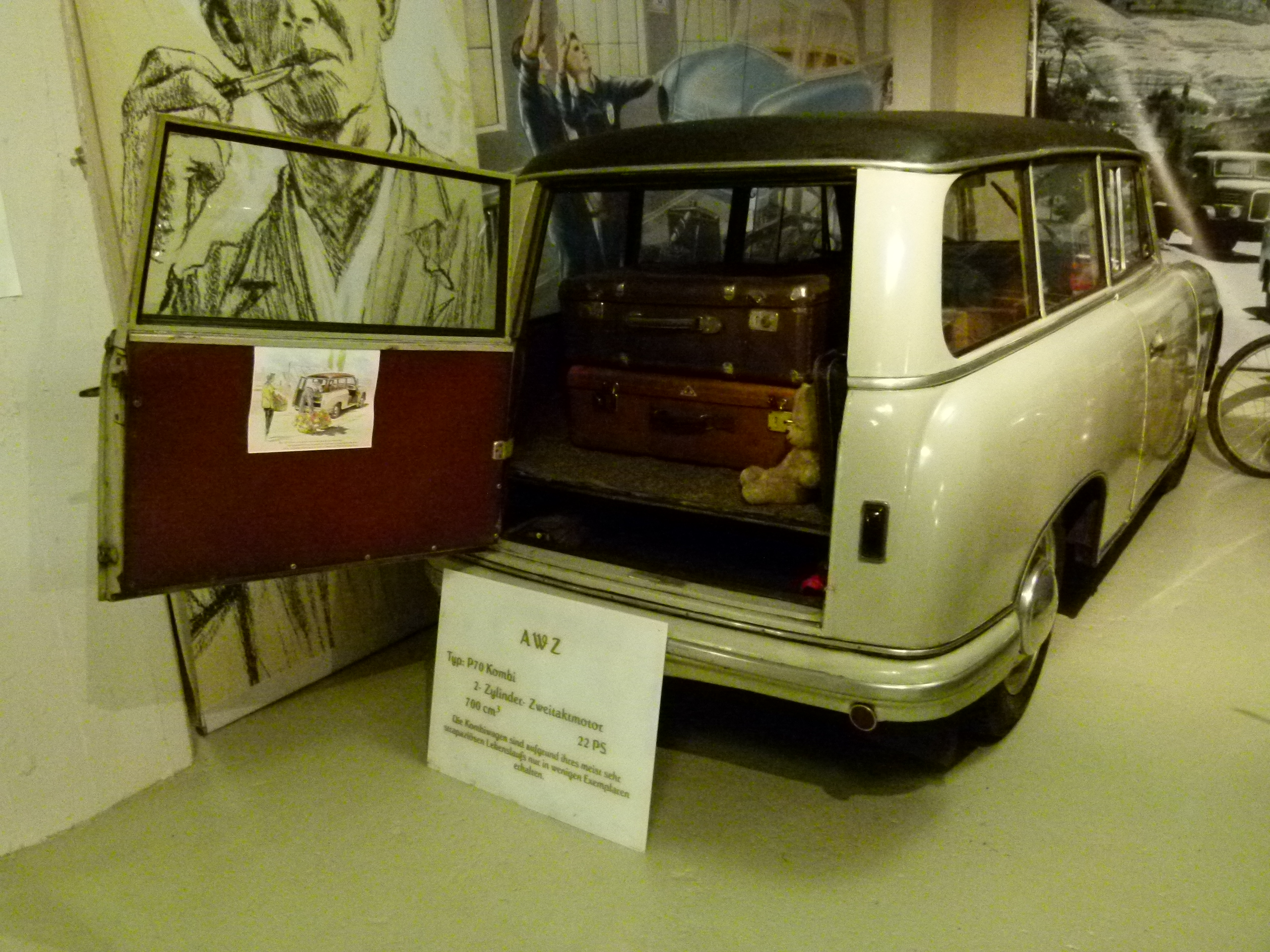
Задняя дверь.
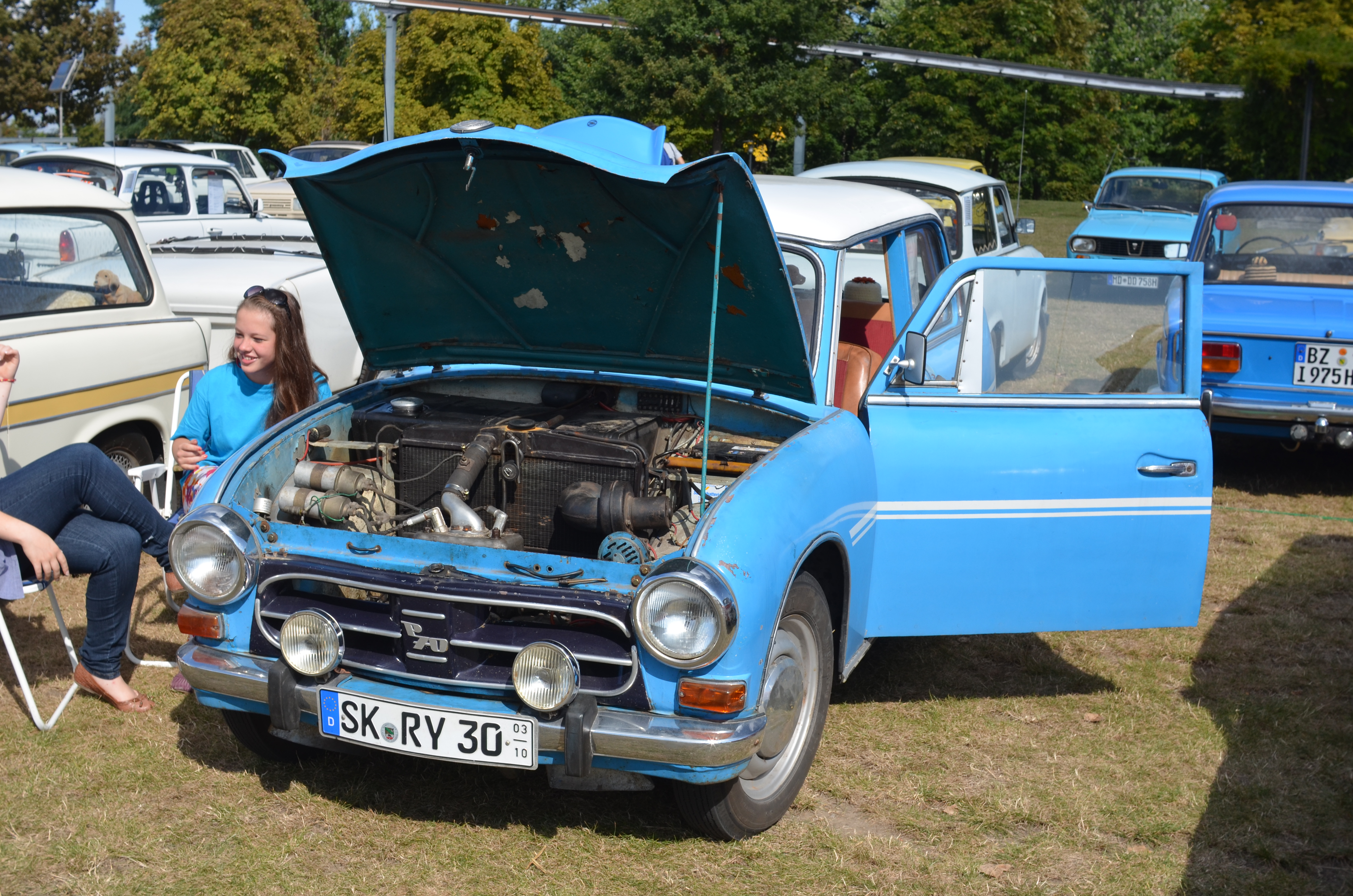
Моторный отсек.